# Александровское шоссе (Белоостров)
Алекса́ндровское шоссе́ — шоссе в Курортном районе Санкт-Петербурга и Всеволожском районе Ленинградской области. Проходит от пересечения Нового шоссе и Сестрорецкого шоссе (на юге) через посёлок Белоостров и садоводства на север до Выборгского шоссе (А122). Протяжённость около 7 км.

## История
Названо по располагавшейся здесь до I трети XX века слободе Александровская.

## Транспорт
Ближайшая железнодорожная платформа: Белоостров.
Автобусные маршруты: 494

## Пересечения
- Новое шоссе
- Сестрорецкое шоссе
- Пересекает железнодорожные пути Октябрьской железной дороги на участке Санкт-Петербург—Выборг. Над шоссе проходит эстакада ЗСД.

## Достопримечательности
- ДОТ «Миллионер»